# Stoewer

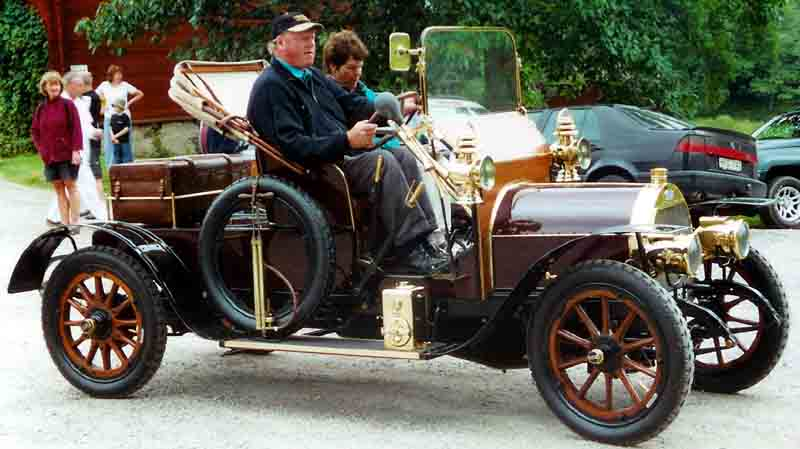
Stoewer LT 4 1910

Stoewer byla v období před druhou světovou válkou německá firma vyrábějící zprvu šicí a psací stroje, jízdní kola a následně zejména automobily, ale i traktory. Za války produkoval rovněž vojenská vozidla. Sídlem společnosti byl Štětín.

## Historie
Původní firmu na výrobu šicích strojů, psacích strojů a jízdních kol, založenou Bernhardem Stoewerem starším ve Štětíně, převzali jeho synové Emil (1873–1942) a Bernhard mladší (1875–1937) Stoewerovi v roce 1896. V roce 1899 bratři převzali i původní otcovu firmu zabývající se výrobou litiny a sloučením vznikla společnost Gebrüder Stoewer, Fabrik für Motorfahrzeugen. Prvním vozem, který Stoewerové vyrobili, byl Grosser Motorwagen s výkonem 4,8 kW a nejvyšší rychlostí 17 kilometrů v hodině. V letech 1899–1905 firma vyráběla i elektrická akumulátorová vozidla, od osobních, přes omnibusy až po vozy užitkové.
V roce 1908 Stoewer vyrobil model Stoewer G4. S tímto vozem firma slavila velký úspěch, celkově bylo postaveno 1 070 kusů. V roce 1910 jejich vozy vyráběla v licenci firma Mathis ve Štrasburku. V roce 1916 se rodinný podnik změnil na akciovou společnost Stoewer-Werke AG, vormals Gebrüder Stoewer. Šlo o firmu vyrábějící menší série luxusních vozů srovnatelných s automobily Horch a Mercedes.
V období let 1917 až 1926 vyráběl Stoewer i traktory.
V polovině 20. let 20. století firma představila novou řadu automobilů, označenou D. Zahrnovala typy D3, D9 a D10 se čtyřválcovými motory a D5, D6 a D12 se šestiválcovými motory. V roce 1921 vznikl speciální vůz označený D7, používající šestiválcový letecký motor vlastní konstrukce s výkonem 120 koní, což z něj činilo jeden z automobilů s nejvyšším výkonem té doby.

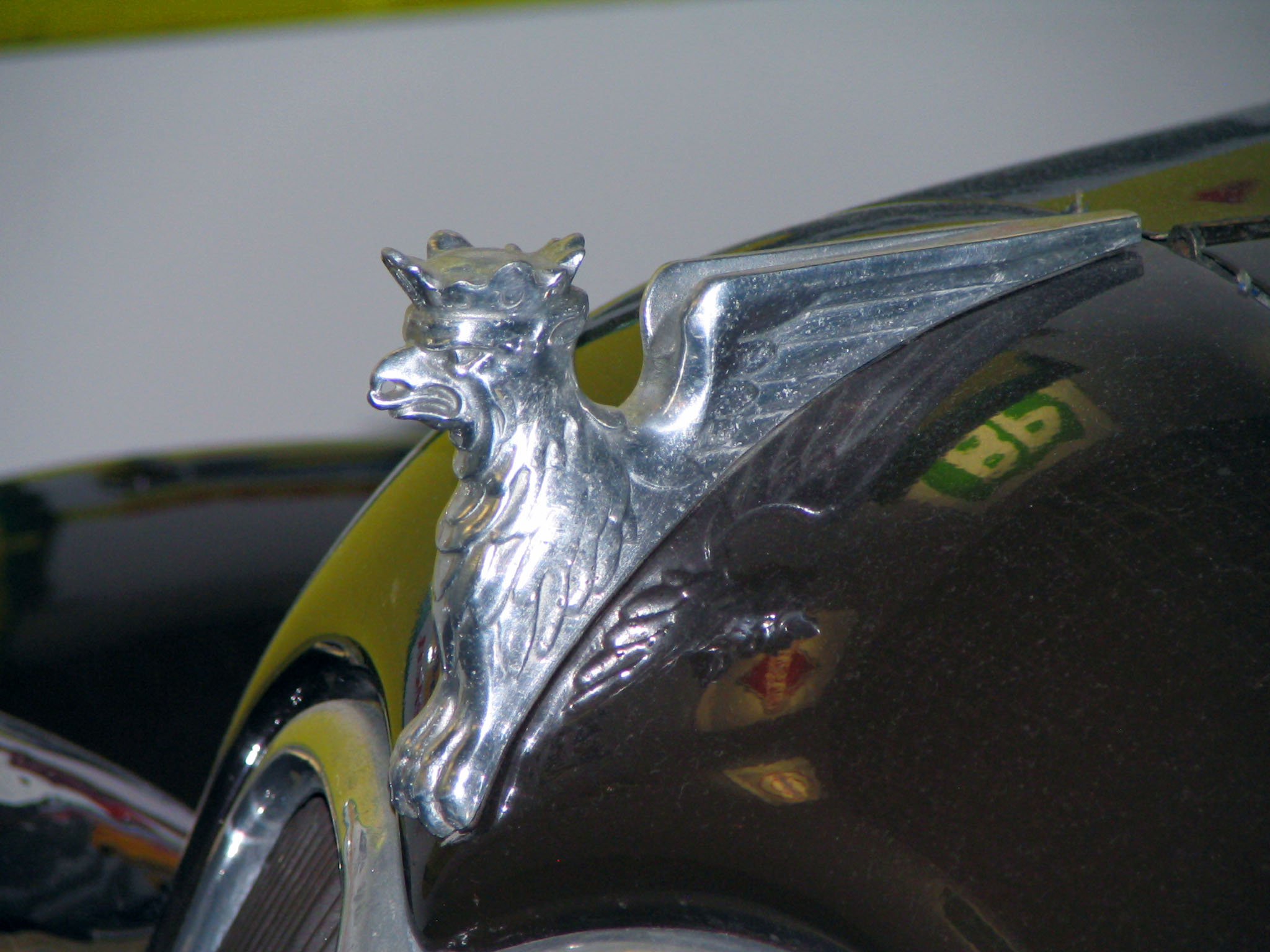
Emblém gryfa na kapotě - znak Pomořanska i automobilky Stoewer

V roce 1928 začala společnost vyrábět vozy S8 a G14 vybavené osmiválcovými motory. Na začátku třicátých let představila špičkové typy své produkce: G15 Gigant, M12 Marschall a P20 Repräsentant, každý s osmiválcovým motorem s výkony od 60 do 120 koní a maximální rychlostí 130 km/h. Výroba těchto aut byla zastavena kvůli světové hospodářské krizi. Celkem však bylo těchto tří typů postaveno 2 500 kusů. V roce 1931 v důsledku krize firma Stoewer zkonstruovala jeden z prvních automobilů s předním náhonem – V5 s nízkým výkonem 25 koní a nejvyšší rychlostí 80 km/h. Byl to první sériově vyráběný vůz s předním náhonem v Německu. 
Model pojmenovaný Greif Junior byl totožný se stejnojmenným typem automobilky Röhr, stavěným v licenci firmy Tatra (model 75), kterou Stoewer roku 1935 převzal a dostal se tak ke konstrukci vozu se vzduchem chlazeným motorem a s výkyvnými polonápravami na trubkovém páteřním rámu. Vyrobeno bylo 306 vozů. Spolu s vylepšeným modelem Stoewer Greif ("luftgekühlt") se v letech 1935–1939 postavilo 4000 Greifů. Následující typ V8 Greif byl postaven jako poslední model navržený osobně B. Stoewerem ml., než r. 1935 odešel k Oplu. 

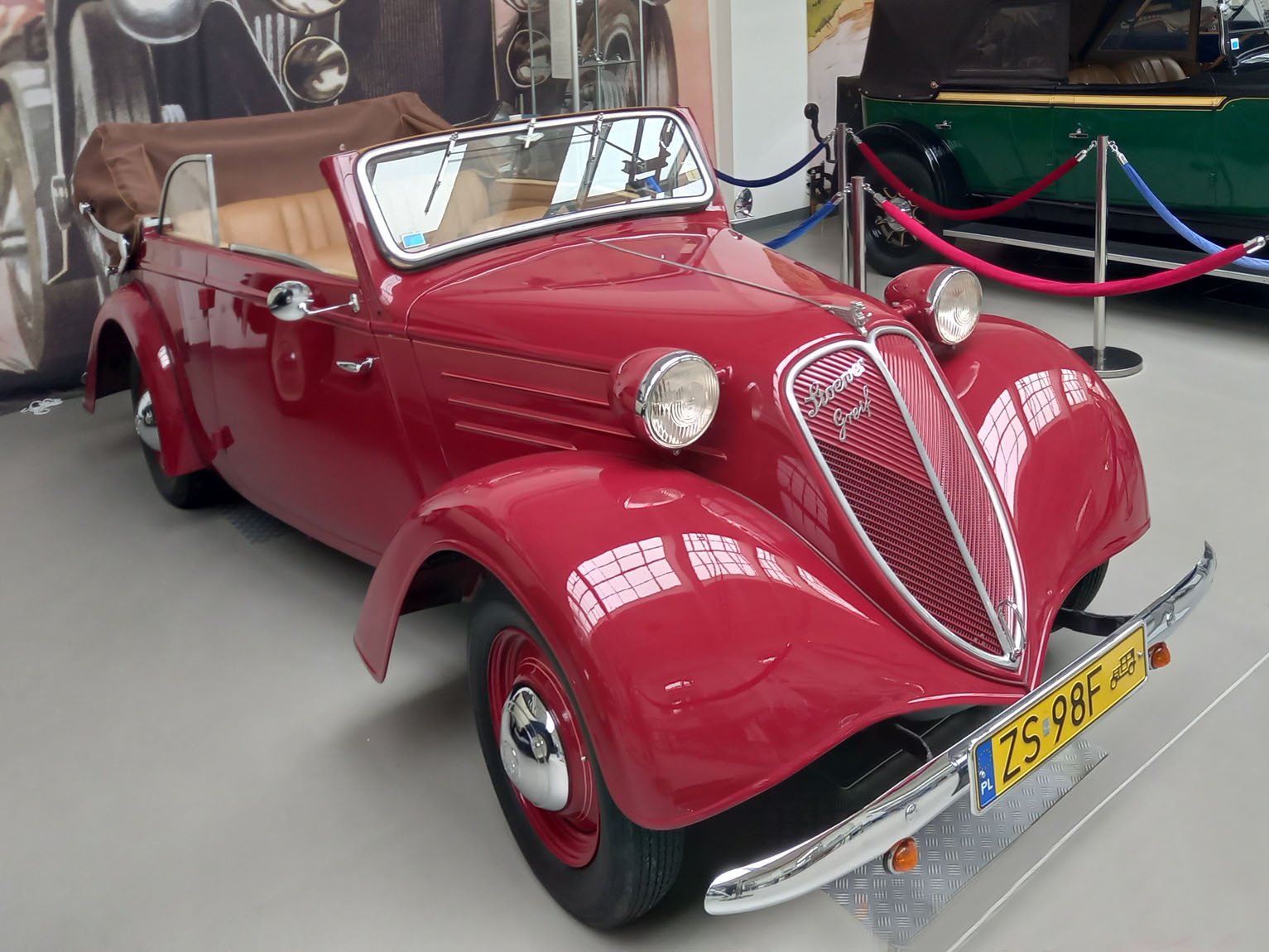
Automobil Stoewer Greif (1936-1939), licence TATRA

Posledními civilními vozidly vyráběnými firmou Stoewer byly vozy řady Arkona a Sedina. Se začátkem války začala společnost Stoewer vyrábět vojenská vozidla pro Wehrmacht, například LEPkW (Leichter Einheits-Personenkraftwagen), jehož bylo vyrobeno 11 000 kusů. Koncem války firma v licenci NSU vyráběla i SdKfz 2. Po skončení války připadl Štětín Polsku a historie úspěšné firmy Stoewer skončila. Továrna byla zkonfiskována, Rudá armáda zabavila zbývající vybavení a stroje byly odvezeny do Sovětského svazu. V Polytechnickém muzeu v Moskvě se nachází jediný dochovaný automobil Grosser Motorwagen.

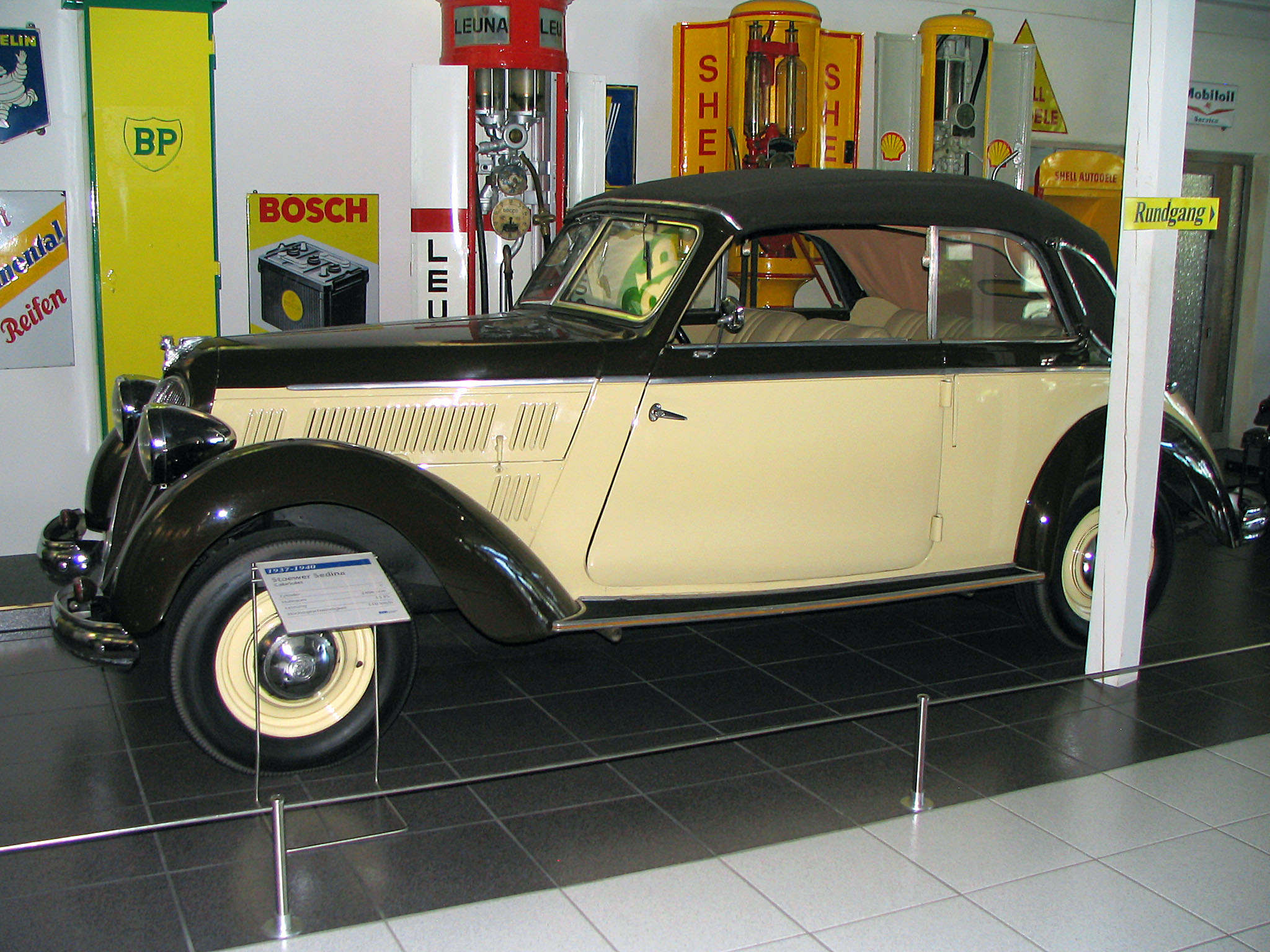
Stoewer Sedina (1937–1940)

Do současnosti se dochovalo okolo dvou set vozů Stoewer. Jednu z největších sbírek výrobků továrny Stoewer, včetně jízdních kol, šicích a psacích strojů i sedmi automobilů shromáždil štětínský rodák Manfried Bauer. Od roku 2019 jí vlastní a vystavuje Muzeum Techniki i Komunikacii ve Štětíně.

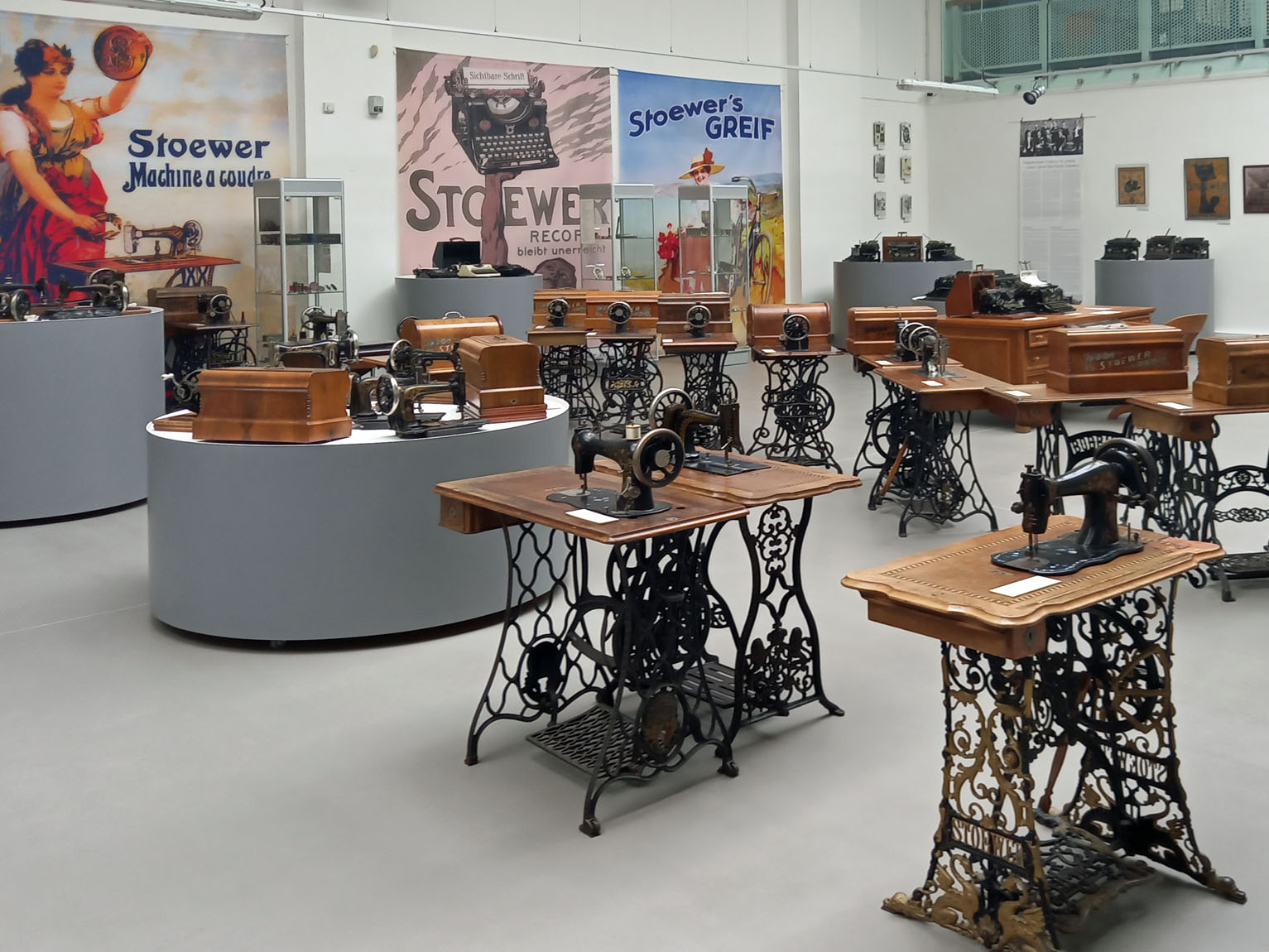
Šicí a psací stroje fy Stoewer, expozice MTiK Szczecin 2024

## Osobní automobily
| Typ                           | Období výroby | Počet válců, typ motoru | Objem     | Výkon             | Max. rychlost |
| ----------------------------- | ------------- | ----------------------- | --------- | ----------------- | ------------- |
| 10 PS                         | 1901–1902     | 2                       | 1527 cm³  | 18 koní (13,2 kW) | 50 km/h       |
| 8/14 PS                       | 1902–1905     | 2                       | 1527 cm³  | 14 k (10,3 kW)    | 50 km/h       |
| 20 PS                         | 1904–1905     | 4 řad.                  | 7946 cm³  | 45 k (33 kW)      | 85 km/h       |
| P4 (11/22 PS)                 | 1905–1910     | 4 řad.                  | 3054 cm³  | 22 k (16,2 kW)    | 70 km/h       |
| P2 (9/12 PS)                  | 1906–1907     | 2                       | 2281 cm³  | 16 k (11,8 kW)    | 55 km/h       |
| P4-1 (24/36 PS)               | 1906–1910     | 4 řad.                  | 5880 cm³  | 40 k (29 kW)      | 80 km/h       |
| P6 (34/60 PS)                 | 1906–1911     | 6 řad.                  | 8820 cm³  | 60 k (44 kW)      | 95 km/h       |
| G4 (6/12 PS)                  | 1907–1911     | 4 řad.                  | 1500 cm³  | 12 k (8,8 kW)     | 60 km/h       |
| PK4 (11/20 PS)                | 1909–1912     | 4 řad.                  | 2544 cm³  | 20 k (14,7 kW)    | 70 km/h       |
| C1 (6/18 PS)                  | 1909–1915     | 4 řad.                  | 1546 cm³  | 18 k (13,2 kW)    | 70 km/h       |
| B1 (6/16 PS)                  | 1910–1912     | 4 řad.                  | 1556 cm³  | 16 k (11,8 kW)    | 65 km/h       |
| B6 (9/22 PS)                  | 1912–1914     | 4 řad.                  | 4900 cm³  | 45 k (33 kW)      | 95 km/h       |
| C2 (10/28 PS)                 | 1913–1914     | 4 řad.                  | 2412 cm³  | 28 PS (20,6 kW)   | 75 km/h       |
| C5 (6/18 PS)                  | 1915–1919     | 4 řad.                  | 1546 cm³  | 15 k (11 kW)      | 70 km/h       |
| D2 (6/18 PS)                  | 1919–1920     | 4 řad.                  | 1593 cm³  | 18 k (13,2 kW)    | 70 km/h       |
| D6 (19/55 PS)                 | 1919–1921     | 6 řad.                  | 4960 cm³  | 55 k (40 kW)      | 100 km/h      |
| D7 (42/120 PS)                | 1919–1921     | 6 řad.                  | 11160 cm³ | 120 k (88 kW)     | 160 km/h      |
| D3 (8/24 PS)                  | 1920–1923     | 4 řad.                  | 2120 cm³  | 24 k (17,6 kW)    | 70 km/h       |
| D5 (12/36 PS)                 | 1920–1923     | 6 řad.                  | 3107 cm³  | 36 k (26,5 kW)    | 80 km/h       |
| D9 (8/32 PS)                  | 1923–1924     | 4 řad.                  | 2290 cm³  | 32 k (23,5 kW)    | 90 km/h       |
| D12 (12/45 PS)                | 1923–1924     | 6 řad.                  | 3107 cm³  | 45 k (33 kW)      | 100 km/h      |
| D10 (10/50 PS)                | 1924–1925     | 4 řad.                  | 2580 cm³  | 50 k (37 kW)      | 120 km/h      |
| D9V (9/32 PS)                 | 1925–1927     | 4 řad.                  | 2290 cm³  | 32 k (23,5 kW)    | 90 km/h       |
| D12V (13/55 PS)               | 1925–1928     | 6 řad.                  | 3386 cm³  | 55 k (40 kW)      | 100 km/h      |
| F6 (6/30 PS)                  | 1927–1928     | 4 řad.                  | 1570 cm³  | 30 k (22 kW)      | 70 km/h       |
| 8 Typ S 8 (8/45 PS)           | 1928          | 8 řad.                  | 1999 cm³  | 45 k (33 kW)      | 85 km/h       |
| 8 Typ G 14 (14/70 PS)         | 1928          | 8 řad.                  | 3633 cm³  | 70 k (51 kW)      | 100 km/h      |
| 8 Typ S 10 (10/50 PS)         | 1928–1930     | 8 řad.                  | 2464 cm³  | 50 k (37 kW)      | 90 km/h       |
| Gigant G 15 K (15/80 PS)      | 1928–1933     | 8 řad.                  | 3974 cm³  | 80 k (59 kW)      | 110 km/h      |
| Gigant G 15 (15/80 PS)        | 1928–1933     | 8 řad.                  | 3974 cm³  | 80 k (59 kW)      | 100 km/h      |
| Repräsentant P 20 (20/100 PS) | 1930–1933     | 8 řad.                  | 4906 cm³  | 100 k (74 kW)     | 120 km/h      |
| Marschall M 12 (12/60 PS)     | 1930–1934     | 8 řad.                  | 2963 cm³  | 60 k (44 kW)      | 90 km/h       |
| V 5                           | 1931–1932     | 4 V                     | 1168 cm³  | 25 k (18,4 kW)    | 80 km/h       |
| V 5 Sport                     | 1931–1932     | 4 V                     | 1168 cm³  | 30 k (22 kW)      | 100 km/h      |
| R 140                         | 1932–1933     | 4 řad.                  | 1355 cm³  | 30 k (22 kW)      | 85–105 km/h   |
| R 140                         | 1933–1934     | 4 řad.                  | 1466 cm³  | 30 k (22 kW)      | 85–105 km/h   |
| R 150                         | 1934–1935     | 4 řad.                  | 1466 cm³  | 35 k (25,7 kW)    | 90–110 km/h   |
| Greif V8                      | 1934–1937     | 8 V                     | 2489 cm³  | 55 k (40 kW)      | 110 km/h      |
| R 180                         | 1935          | 4 řad.                  | 1769 cm³  | 45 k (33 kW)      | 105 km/h      |
| Greif V8 Sport                | 1935–1937     | 8 V                     | 2489 cm³  | 57 k (42 kW)      | 120 km/h      |
| Greif Junior                  | 1936–1939     | 4 boxer                 | 1484 cm³  | 34 k (25 kW)      | 100 km/h      |
| Sedina                        | 1937–1940     | 4 řad.                  | 2406 ³    | 55 k (40 kW)      | 110 km/h      |
| Arkona                        | 1937–1940     | 6 řad.                  | 3610 cm³  | 80 k (59 kW)      | 120–140 km/h  |